# Associazione Calcio Padova 1931-1932
Questa pagina raccoglie i dati riguardanti l'Associazione Fascista Calcio Padova nelle competizioni ufficiali della stagione 1931-1932.

## Rosa
| N. |                   | Ruolo | Calciatore         |
| -- | ----------------- | ----- | ------------------ |
|    | Italia (bandiera) | P     | Ugo Amoretti       |
|    | Italia (bandiera) | A     | Alessandro Astolfi |
|    | Italia (bandiera) | A     | Eraldo Bedendo     |
|    | Italia (bandiera) | D     | Emilio Bergamini   |
|    | Italia (bandiera) | D     | Gino Callegari     |
|    | Italia (bandiera) | P     | Antonio Colognese  |
|    | Italia (bandiera) | C     | Luigi Cortivo      |
|    | Italia (bandiera) | D     | Umberto Favero     |
|    | Italia (bandiera) | A     | Alfredo Foni       |

| N. |                   | Ruolo | Calciatore           |
| -- | ----------------- | ----- | -------------------- |
|    | Italia (bandiera) | A     | Annibale Frossi      |
|    | Italia (bandiera) | A     | Gastone Gamba        |
|    | Italia (bandiera) | A     | Giovanni Gravisi (I) |
|    | Italia (bandiera) | A     | Valerio Gravisi (II) |
|    | Italia (bandiera) | D     | Giovanni Marchioro   |
|    | Italia (bandiera) | A     | Mario Perazzolo      |
|    | Italia (bandiera) | A     | Giorgio Rossi        |
|    | Italia (bandiera) | D     | Guido Scanferla      |
|    | Italia (bandiera) | D     | Aroldo Vaccari       |

## Risultati

### Serie B

#### Girone di andata
| Arbitro: | Salvagno (Trieste) |

|                        |           |           |
| Foni 32’ Perazzolo 54’ | Marcatori | 60’ Preti |

| Arbitro: | Beretta (Novi Ligure) |

|               |           |  |
| Perazzolo 53’ | Marcatori |  |

| Arbitro: | Barlassina (Novara) |

|             |           |  |
| Andreoli 9’ | Marcatori |  |

| Arbitro: | Tagliabue (Milano) |

|               |           |              |
| Perazzolo 83’ | Marcatori | 63’ Mainardi |

| Arbitro: | Canetta (Alessandria) |

|  |           |                       |
|  | Marcatori | 8’ Foni 28’ Gravisi I |

| Arbitro: | Oblach (Trieste) |

|               |           |           |
| Perazzolo 73’ | Marcatori | 82’ Rizzi |

| Arbitro: | Caironi (Milano) |

|            |           |                         |
| Ongaro 65’ | Marcatori | 79’ Perazzolo 85’ Gamba |

| Arbitro: | Carloni (Ancona) |

|                                                          |           |  |
| Foni 8’ 34’ Astolfi 16’ Gravisi II 62’ Perazzolo 65’ 89’ | Marcatori |  |

| Palermo 22 novembre 1931 9ª giornata | Palermo           | 0 – 0 | Padova | Stadio del Littorio\| Arbitro: \| Melandri (Savona) \| |
| Arbitro:                             | Melandri (Savona) |       |        |                                                        |

| Arbitro: | Dall'Era (Brescia) |

|                             |           |  |
| Gravisi II 7’ Callegari 40’ | Marcatori |  |

| Arbitro: | Mastellari (Bologna) |

|                               |           |                      |
| Paglierini 42’ Spagnolini 68’ | Marcatori | 32’ Foni 77’ Bedendo |

| Arbitro: | Dall'Era (Brescia) |

|             |           |          |
| Valente 75’ | Marcatori | 41’ Foni |

| Arbitro: | Lenti (Genova) |

|                                             |           |              |
| Rossi 51’ 56 rig.’ Perazzolo 65’ Frossi 70’ | Marcatori | 34’ Corsetti |

| Arbitro: | Dall'Era (Brescia) |

|                                |           |  |
| Rossi 9’ 60’ Perazzolo 77’ 83’ | Marcatori |  |

| Arbitro: | Gonani (Ravenna) |

|             |           |  |
| Panzeri 59’ | Marcatori |  |

| Arbitro: | De Crescenzo (Napoli) |

|                                 |           |  |
| Rossi 22’ 26’ 68’ Perazzolo 85’ | Marcatori |  |

| Arbitro: | Mattea (Torino) |

|               |           |  |
| Azzimonti 59’ | Marcatori |  |

#### Girone di ritorno
| Arbitro: | Turbiani (Ferrara) |

|  |           |               |
|  | Marcatori | 1’ Gravisi II |

| Como 7 febbraio 1932 19ª giornata | Comense               | 0 – 0 | Padova | Stadio Giuseppe Sinigaglia\| Arbitro: \| Beretta (Novi Ligure) \| |
| Arbitro:                          | Beretta (Novi Ligure) |       |        |                                                                   |

| Arbitro: | Caironi (Milano) |

|                                                     |           |  |
| Gravisi II 12’, 14’, 73’ Rossi 44 rig’ 71’ Foni 62’ | Marcatori |  |

| Arbitro: | Beretta (Novi Ligure) |

|                |           |                                               |
| Foglia 57 rig’ | Marcatori | 9’ Frossi 11’ Perazzolo 40’ 50’ Gastone Rossi |

| Padova 6 marzo 1932 22ª giornata | Padova                | 0 – 0 | Cagliari | Stadio Silvio Appiani\| Arbitro: \| Canetta (Alessandria) \| |
| Arbitro:                         | Canetta (Alessandria) |       |          |                                                              |

| Arbitro: | Scorzoni (Bologna) |

|                |           |                     |
| Baccilieri 26’ | Marcatori | 55’ Annibale Frossi |

| Arbitro: | Scorzoni (Bologna) |

|                            |           |              |
| Frossi 2’ 13’ Foni 15’ 64’ | Marcatori | 84’ Donaggio |

| Arbitro: | Oblach (Trieste) |

|                |           |                                                                |
| Maccanelli 49’ | Marcatori | 32’ 34’, 72’, 76’ Gravisi II 42’ Foni 51’ Perazzolo 70’ Frossi |

| Arbitro: | Caironi (Milano) |

|                         |           |                             |
| Frossi 4’ Rossi 90 rig’ | Marcatori | 24’ Ruffino 85’ Banchero II |

| Arbitro: | Dattilo (Roma) |

|                         |           |  |
| Busidoni 11’ Andrei 77’ | Marcatori |  |

| Arbitro: | Quilleri (Brescia) |

|                                                 |           |  |
| Callegari 3’ Bedendo 24’ Foni 44’ Perazzolo 75’ | Marcatori |  |

| Arbitro: | Ciamberlini (Genova) |

|                                                                    |           |                            |
| Foni 4’, 15’, 69’ Astolfi 6’ Giorgio Rossi 26 rig.’ Gravisi II 61’ | Marcatori | 17’ Mestroni 48’ Micheloni |

| Arbitro: | Ciamberlini (Genova) |

|                              |           |  |
| Silvestri 24’ Castellani 69’ | Marcatori |  |

| Arbitro: | Pizziolo (Firenze) |

|                                           |           |                 |
| Spanghero II 25’ Zanolla 53’ Russinov 80’ | Marcatori | 70’ (rig.) Foni |

| Arbitro: | Oblach (Trieste) |

|                                                                     |           |  |
| Perazzolo 23’, 26’, 54’ Rossi 34’ Gravisi II 48’, 85’ Callegari 86’ | Marcatori |  |

| Pistoia 5 giugno 1932 33ª giornata | Pistoiese      | 0 – 2 A tav. | Padova | Stadio Comunale\| Arbitro: \| Vaccaro (Roma) \| |
| Arbitro:                           | Vaccaro (Roma) |              |        |                                                 |

| Padova 12 giugno 1932 34ª giornata | Padova        | 0 – 0 | GC Vigevanesi | Stadio Silvio Appiani\| Arbitro: \| Casati (Como) \| |
| Arbitro:                           | Casati (Como) |       |               |                                                      |

## Statistiche

### Statistiche di squadra
| Competizione | Punti | In casa | In casa | In casa | In casa | In casa | In casa | In trasferta | In trasferta | In trasferta | In trasferta | In trasferta | In trasferta | Totale | Totale | Totale | Totale | Totale | Totale | DR  |
| Competizione | Punti | G       | V       | N       | P       | Gf      | Gs      | G            | V            | N            | P            | Gf           | Gs           | G      | V      | N      | P      | Gf     | Gs     | DR  |
| ------------ | ----- | ------- | ------- | ------- | ------- | ------- | ------- | ------------ | ------------ | ------------ | ------------ | ------------ | ------------ | ------ | ------ | ------ | ------ | ------ | ------ | --- |
| Serie B      | 47    | 17      | 13      | 4       | 0       | 56      | 9       | 17           | 6            | 5            | 6            | 23           | 17           | 34     | 19     | 9      | 6      | 79     | 26     | +53 |

### Statistiche dei giocatori
Fonte:
| Giocatore       | Serie B  | Serie B |
| Giocatore       | Presenze | Reti    |
| --------------- | -------- | ------- |
| U. Amoretti     | 33       | -?      |
| A. Astolfi      | 4        | 2       |
| E. Bedendo      | 30       | 2       |
| E. Bergamini    | 32       | 0       |
| G. Callegari    | 26       | 3       |
| A. Colognese    | 1        | -?      |
| L. Cortivo      | 1        | 0       |
| U. Favero       | 34       | 0       |
| A. Foni         | 30       | 15      |
| A. Frossi       | 30       | 9       |
| G. Gamba        | 3        | 1       |
| G. Gravisi (I)  | 8        | 1       |
| V. Gravisi (II) | 33       | 13      |
| G. Marchioro    | 16       | 0       |
| M. Perazzolo    | 32       | 17      |
| G. Rossi        | 24       | 14      |
| G. Scanferla    | 33       | 0       |
| A. Vaccari      | 4        | 0       |